# 高良聖
高良 聖（たから きよし、1953年 - 2017年1月31日）は、日本の心理学者、博士（医学）、臨床心理士。明治大学文学部心理社会学科教授。

## 略歴
1953年東京都出身。1984年上智大学大学院博士後期課程（臨床心理学専攻）満期退学。在学中にニューヨーク州モレノ研究所にてサイコドラマ研修。獨協医科大学病院精神神経科臨床心理士、川村学園女子大学人間文化学部助教授を経て、現在、明治大学文学部心理社会学科教授。
役職として、日本心理劇学会理事長、日本集団精神療法学会常任理事、日本芸術療法学会理事、明治大学心理臨床センター長。元栃木県臨床心理士会会長。また、臨床実践活動として明治大学サイコドラマスクール（毎月1回）を主宰している。ライブ感覚溢れるセッションには定評あり。
1994年 獨協医科大学 博士（医学）。論文の題は「精神分裂病者における統合型HTP描画変化と予後との関連 」。

## 著書
- 『サイコドラマの技法ー基礎・理論・実践ー』 、岩崎学術出版社、2013
- 『雰囲気としての心理面接ーそこにある10の雰囲気ー』 、日本評論社、2005
- 『サイコドラマーその体験と過程』 （監訳） 、金剛出版、2003
- 『警告！早期教育が危ないー臨床現場からの報告ー』 （編著） 、日本評論社、1996
- 『心理療法とドラマツルギー』 （共著）、星和書店、1993
- 『心理劇の実際』 （共著）、金剛出版、1986